# DSA-220
La DSA-220 es una carretera perteneciente a la Red Primaria de la Diputación Provincial de Salamanca que une las localidades de Vecinos y Endrinal.
Además de estas dos localidades, también pasa por Las Veguillas y Membribe de la Sierra.

## Origen y Destino
La carretera  DSA-220  tiene su origen en Vecinos en la intersección con las carreteras  CL-512 ,  SA-205  y  SA-211 , y termina en la intersección con las carretera  SA-212  y  DSA-239   en Endrinal formando parte de la Red de carreteras de Salamanca.